# Toktar Ongarbajuli Aubakirov
Toktar Ongarbajuli Aubakirov (kazakul: Тоқтар Оңғарбайұлы Әубәкіров); (oroszul: Токтар Онгарбаевич Аубакиров); (angol: Toktar Ongarbayevich Aubakirov) (Kazahsztán, Karagandi, 1946. július 27.–) kazak űrhajós, mérnök, repülőgép vezető.

## Életpálya
A középiskola elvégzését követően fémesztergályosként dolgozott. 1965-ben jelentkezett katonai repülőgép vezetőnek. Az iskola elvégzését követően a Távol-Keleten vadászpilótaként szolgált a szovjet hadseregben. 1975-ben berepülőpilóta engedélyt szerzett. 1976-1991 között tesztpilótaként szolgált. A RSZK MiG által gyártott repülőgépeken repült. Több mint 50 típusú repülőgépen repült. Az első pilóta, aki egy hosszú távú repülés során (kettő légi utántöltéssel), MiG–29K vadászgépével keresztezte az Északi-sarkot.
1991-ben az orosz és a kazak kormány megállapodás szerint a Jurij Gagarin kiképző központba került. 1991. január 21-től részesült űrhajóskiképzésben. 1991. október 2-án repülési parancsnokként, mérnök-pilótaként Alekszandr Alekszandrovics Volkov parancsnok és Franz Artur Viehböck kutatóűrhajós társaságában repült a Mir űrállomásra. Összesen 7 napot, 22 órát, 12 percet és 40 másodpercet töltött a világűrben. Űrhajós pályafutását 1991. október 10-én fejezte be.
1993-tól vezérőrnagyként a kazak Köztársaság Repülésügyi Igazgatóságának általános igazgatója. A Kazahsztáni parlament tagja. Nyugdíjasként repülésügyi tanácsadó.

## Űrrepülések
- Szojuz TM–13 űrhajóval, mérnök-kutatóűrhajósként indult a Mir űrállomásra,
- Szojuz TM–12 űrhajóval 1991. október 10-én Arkalik városától, hagyományos, ejtőernyős leereszkedéssel 61 kilométerre ért Földet.

Bélyegen is megörökítették az űrrepülését.

## Kitüntetések
Megkapta  a Szovjetunió Hőse kitüntetést.